# Un homme pour l'éternité (film, 1966)
Pour plus de détails, voir Fiche technique et Distribution.
Un homme pour l'éternité (A Man for All Seasons) est un film de procès britannique réalisé par Fred Zinnemann, sorti en 1966.

## Synopsis
En 1529, Thomas More, juriste britannique, succède au cardinal Wolsey comme chancelier d'Henri VIII. D'amis que sont le roi et son ministre, ils vont devenir ennemis du fait du refus de Thomas de consentir au remariage du roi. Le chancelier ira jusqu'au martyre, avec prudence et sans fanatisme.

## Fiche technique
- Titre : Un homme pour l'éternité
- Titre original : A Man for All Seasons
- Réalisation : Fred Zinnemann
- Scénario : Robert Bolt
- Production : William N. Graf et Fred Zinnemann
- Musique : Georges Delerue
- Photographie : Ted Moore
- Montage : Ralph Kemplen
- Décors : John Box
- Pays de production : Royaume-Uni
- Format : Couleurs
- Durée : 120 minutes
- Date de sortie : 1966
- Affiche : Jean Mascii (France)

## Distribution
- Paul Scofield (VF : Paul-Émile Deiber) : sir Thomas More
- Robert Shaw (VF : Jacques Dacqmine) : le roi Henri VIII
- Leo McKern (VF : Yves Brainville) : Thomas Cromwell
- John Hurt (VF : Hubert Noël) : Richard Rich
- Nigel Davenport (VF : Raymond Loyer) : le duc de Norfolk
- Orson Welles (VF : Jean Davy) : le cardinal Wolsey
- Colin Blakely (VF : Claude Nicot) : Matthew
- Wendy Hiller (VF : Paula Dehelly) : Alice More
- Susannah York (VF : Jeanine Freson) : Margaret More
- Corin Redgrave (VF : Bernard Dhéran) : William Roper (le jeune)
- Vanessa Redgrave : Anne Boleyn
- Cyril Luckham (VF : Roger Tréville) : l'archevêque Cranmer
- Jack Gwillim (VF : Fernand Fabre) : le Lord juge en chef
- John Nettleton (VF : Georges Aubert) : le geôlier
- Thomas Heathcote (en) (VF : Henry Djanik) : le batelier
- Matt Zimmermann (en) (VF : Jacques Thébault) : le messager
- Nick Tate : le capitaine d'armes
- Martin Boddey : gouverneur de la Tower
- Molly Urquhart : une servante

## Distinctions
- Oscar du meilleur film
- Oscar du meilleur réalisateur
- Oscar du meilleur acteur pour Paul Scofield
- Oscar du meilleur scénario adapté
- Oscar de la meilleure photographie
- Oscar de la meilleure création de costumes
- Golden Globe Award : Meilleur réalisateur
- Golden Globe du meilleur scénario
- British Academy Film Award du meilleur film
- British Academy Film Award du meilleur film britannique
- British Academy Film Award de la meilleure photographie
- British Academy Film Award de la meilleure direction artistique britannique - couleur